# جرب
جَرَب (به انگلیسی: Scabies)، گال (به فرانسوی: Gale) یا به فارسی گَری یک بیماری انگلی خارش‌دار و عامل آن بندپایی از گروه هیره‌ها به نام هیره خارشی است. به این بیماری خارِشَک یا خارشتَک هم گفته می‌شود. هیره‌های خارشی موجوداتی شبیه کنه اما بسیار کوچک‌تر و میکروسکوپی و ماده‌های آن‌ها با طولی در حدود ۰٫۴۵ تا ۰٫۳ میلی‌متر هستند. مایت (mite) یا هیره عامل بیماری گال، بنام سارکوپت اسکیبی (sarcopt scabie) نوع انسانی است که هشت پا دارد. نوع جانوری باعث گال نمی‌گردد و جانوران نقشی در انتقال گال ندارند. مایت با چشم غیرمسلح دیده نمی‌شود و تنها در لایه اپیدرم یعنی سطحی‌ترین لایه پوست زندگی می‌کند و طول عمر آن ۳۰ روز است. انواع ماده مایت روزانه تا ۹۰ تخم می‌گذارند که در عرض ۱۰ روز بالغ می‌شوند و از این رو افراد بالغ مبتلا به گال به‌طور متوسط حداکثر ۱۰۰ مایت بالغ در پوست خود دارند. نام گال از زبان فرانسوی گرفته شده‌است.
این بیماری از شایع‌ترین بیماری‌های پوستی خارش‌دار در جهان است. خارش به دلیل تراوش‌های بدن انگل است. انگل چندین تونل در درون پوست حفر می‌نماید و در آن‌ها زندگی و تخم‌گذاری می‌کند. انگل همه جای پوست را می‌تواند درگیر سازد ولی شایع‌ترین نواحی پشت و کف دست‌ها، فضاهای بین انگشتان، مچ، آرنج، زیر بغل، کشاله ران و نوک پستانها هستند. خارش معمولاً شب‌ها شدیدتر است.
انتقال معمولاً از راه تماس مستقیم پوست فرد بیمار با پوست فرد سالم است؛ البته از راه استفاده از لباس زیر آلوده یا رختخواب آلوده نیز بیماری منتقل می‌شود. عامل انتقال به دیگران مایت ماده است که از طریق تماس نزدیک در اعضای خانواده یا از طریق تماس جنسی منتقل می‌گردد. در خصوص انتقال از طریق وسایل، اختلاف نظر وجود دارد ولی این روش انتقال در خصوص گال نروژی مورد توافق همگان است. دوره کمون بیماری به‌طور متوسط ۶–۲ هفته است و لذا ۶–۲ هفته بعد از آلوده شده بیمار، علایم آن آشکار می‌شود، هرچند ممکن است این زمان به کوتاهی چند روز یا به بلندی چند ماه باشد.
مایت به‌طور مستقیم باعث آسیب به بیمار نمی‌گردد بلکه این واکنش سیستم ایمنی خود فرد است که سبب بروز علایم می‌شود. سیستم ایمنی فرد مبتلا نسبت به خود انگل یا محصولات آن مثل تخم یا مدفوع و بزاق مایت، حساس شده و به آن‌ها واکنش می‌دهد و سبب ایجاد خارش یا ضایعات پوستی می‌شود. از همین رو است که در بار اول ممکن است تا ایجاد حساسیت و بروز علایم مدت زمانی سپری گردد، درحالی‌که وقتی فرد برای بار دوم مبتلا به گال می‌گردد به دلیل حساسیت قبلی و وجود سلول‌های خاطره‌ای واکنش ایمنی از نوع یک (تیپ فوری) بروز کرده و شخص بلافاصله دچار علامت می‌گردد.

## درمان
درمان با پماد پرمترین، پماد کروتامیتون و محلول گامابنزن هگزاکلراید (لیندان)، محلول بنزیل بنزوات و در نهایت قرص خوراکی ایورمکتین می‌باشد.
معمولاً همه اعضای خانواده باید همزمان درمان شوند. علاوه بر بیمار باید تمامی افراد خانواده یا هر کسی که با وی تماس نزدیک داشته نیز درمان گردد. به علاوه باید تمامی لباس‌ها و وسایل خواب وسایل حمام از جمله لیف و حوله‌ها و هر آنچه که با بدن بیمار تماس طولانی داشته نیز همزمان با درمان پاکسازی گردند. برای این امر، وسایل یادشده باید با آب داغ شست‌وشو داده شوند و س‍پس در حرارت بالا خشک گردند. گروهی نیز قرار دادن وسایل فوق در آب آغشته به لیندان به مدت ۱۲ ساعت و سپس شستشوی آن را توصیه می‌نمایند. اگر امکان این اقدامات فراهم نبود می‌توان وسایل و البسه یادشده را در یک کیسه پلاستیکی قرار داد و درِ آن را به مدت ۱۰ روز بست.
باید توجه داشت که درمان گال موضعی است و از این رو باید نهایت دقت را به کار برد که هیچ نقطه‌ای از بدن نباید بدون دارو بماند و بیمار باید دقت کامل در مالیدن دارو به نقاط مخفی مثل زیر ناخن‌ها و زیر حلقه ازدواج و نواحی چین‌دار بدن مثل زیر پستان‌ها و کشاله ران‌ها داشته باشند و در عین حال باید نواحی که در دسترس قرار ندارند مثل بین کتف توسط فرد دیگری به درمان آغشته گردد. گال در بزرگسالان سر و صورت را مبتلا نمی‌سازد و لذا اقدامات فوق از گردن به پایین انجام می‌شود ولی در شیرخواران و افراد پیر و کسانی که مبتلا به نقص ایمنی هستند، باید از فرق سر تا نوک پا دارو مالیده شود.
کرم پرمترین ۵٪ ۱۲–۸ ساعت روی بدن باقی بماند و پس از یک هفته یعنی روز هشتم، درمان آن دوباره تکرار شود. این دارو در شیرخواران کمتر از دو ماه توصیه نمی‌شود و در این محدوده سنی توسط FDA تأیید نشده‌است هر چند گزارش‌هایی از کاربرد موفقیت‌آمیز آن در این طیف سنی وجود دارد. این دارو در زنان حامله ممنوع نیست ولی مدت ماندن آن در روی پوست زن باردار به‌جای ۱۲–۸ ساعت تنها ۲ ساعت است.
لوسیون لیندان ۱٪ یا گاما بنزن هگزاکلراید داروی قدیمی‌تری است که به دلیل عوارض مغزی و عصبی به‌خصوص در سن زیر ۲ سال و در طی حاملگی و شیر دهی و به دلیل بروز مقاومت به آن، در حال حاضر داروی خط اول نیست و در برخی مناطق کاربرد آن ممنوع شده‌است.
پماد کروتامیتون را باید بیشتر یک داروی کمکی دانست تا درمانی. این دارو در بعضی منابع برای کودکان توصیه شده ولی بنا به اظهارات CDC اداره FDA آن را برای مصرف در کودکان تأیید نکرده‌است.
پماد گوگرد یا سولفور با غلظت ۱۰٪-۵٪ و اغلب به صورت ۶٪ در نوزادان که داروی پرمترین توصیه نشده‌است، کاربرد دارد. در شیرخواران کمتر از ۲ماه درمان سولفور ۶٪ در وازلین که برای سه‌دورهٔ پیاپی ۲۴ ساعته به‌کار می‌رود.
باید توجه داشت که درجاتی از خارش و ضایعات پوستی برخلاف درمان مناسب ممکن است تا ۴–۲ هفته پس از درمان همچنان باقی بماند و این امر نباید به منزله شکست درمان تلقی گردد.

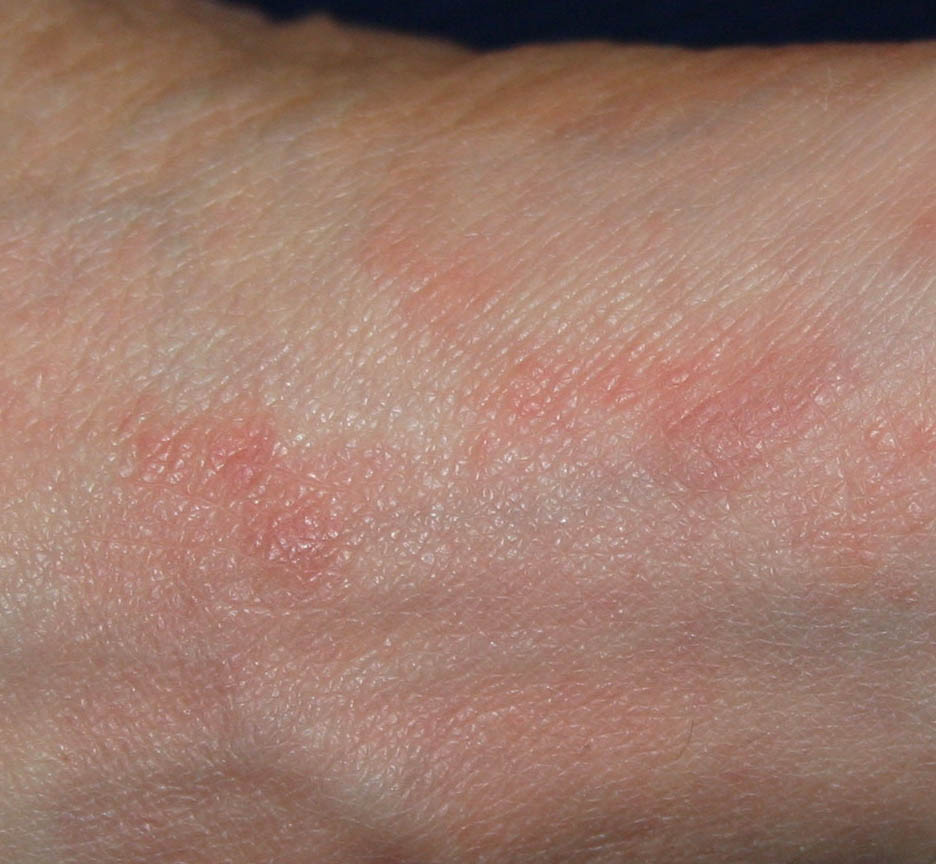
جرب پا
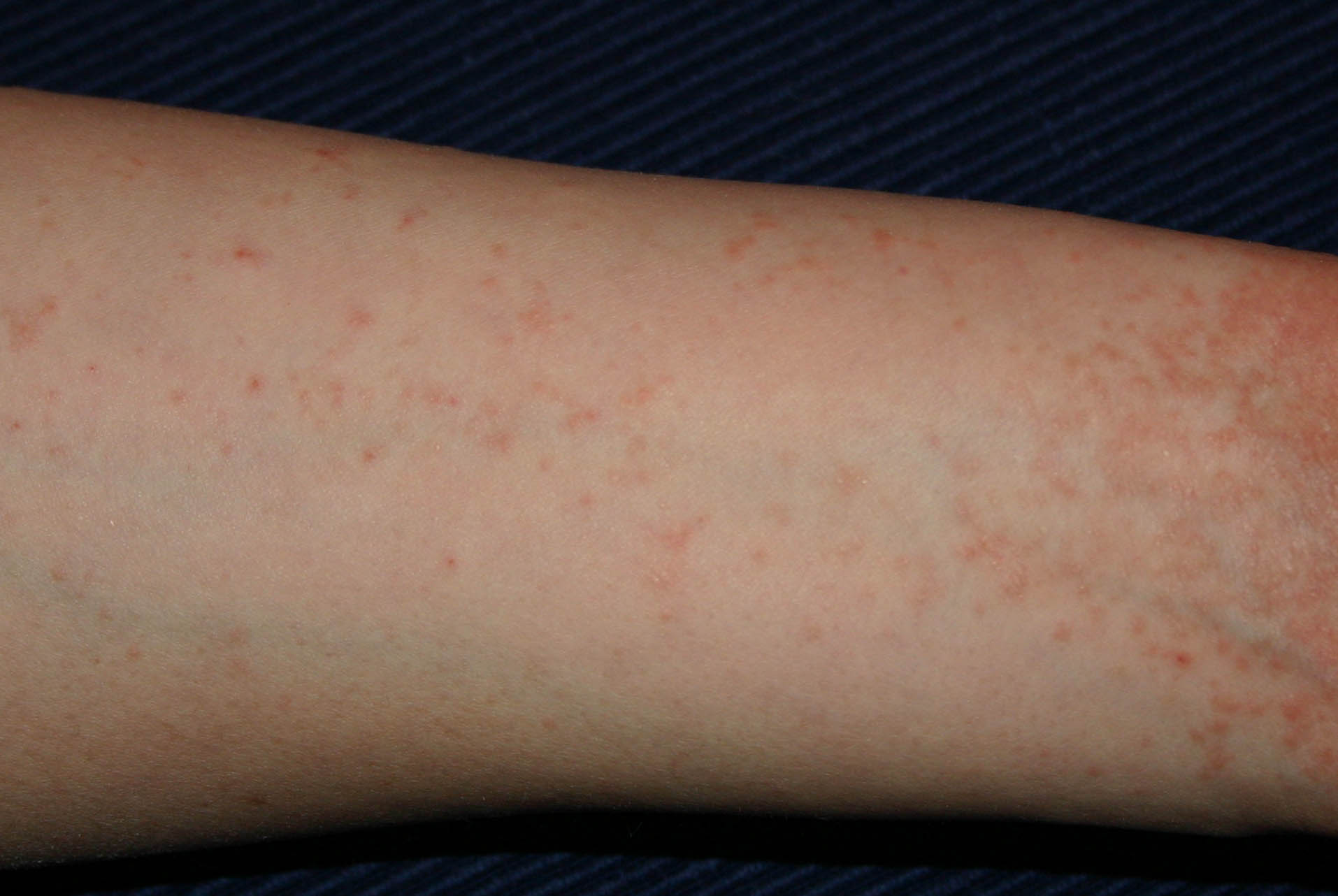
جرب ساعد
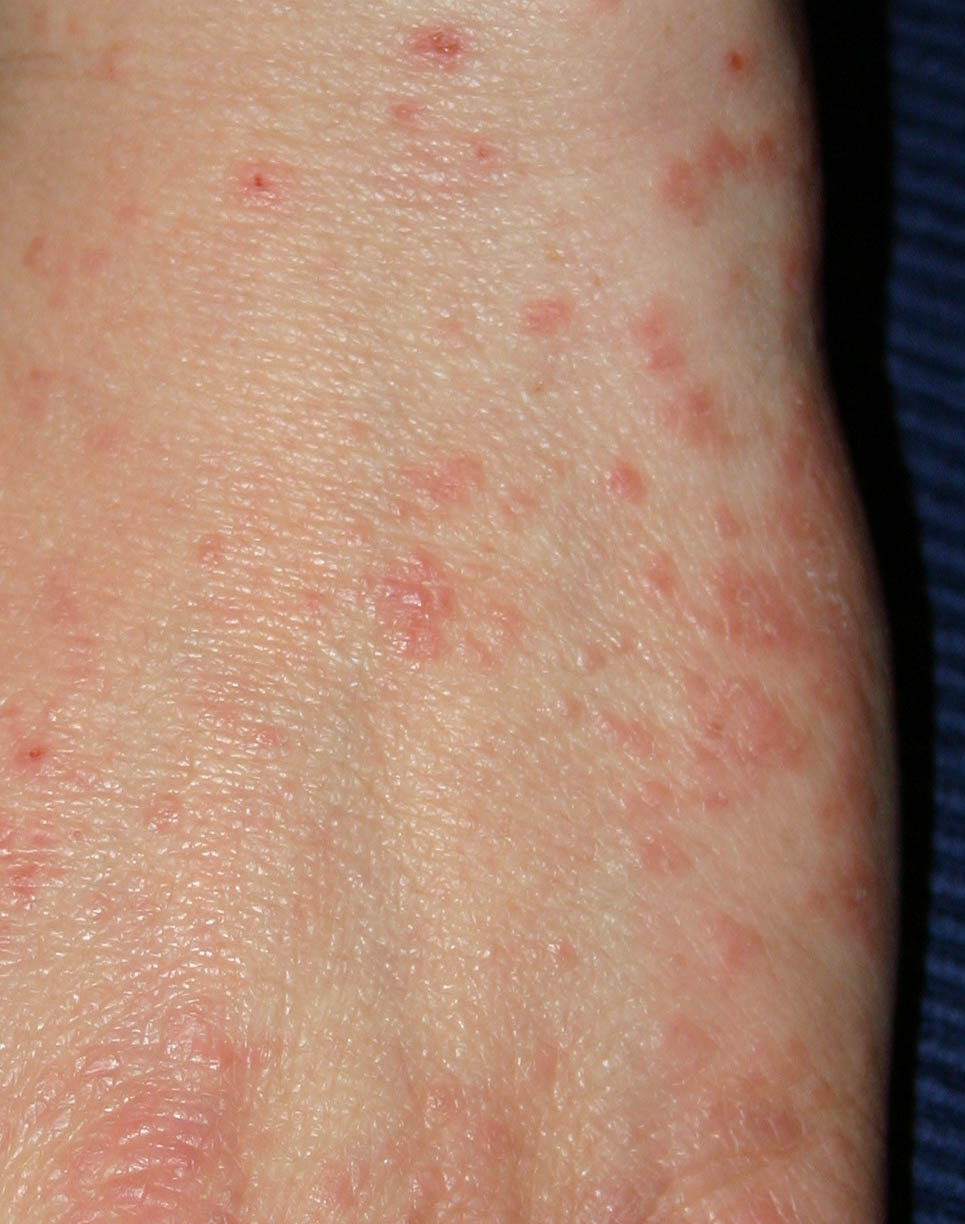
جرب دست
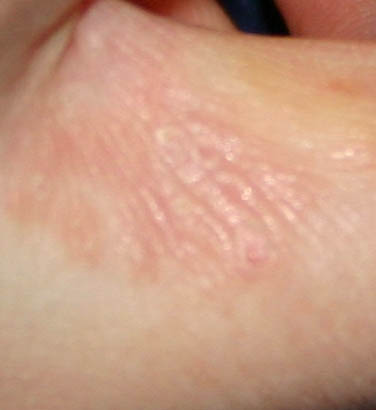
جرب بین انگشتان

### روند بیماری

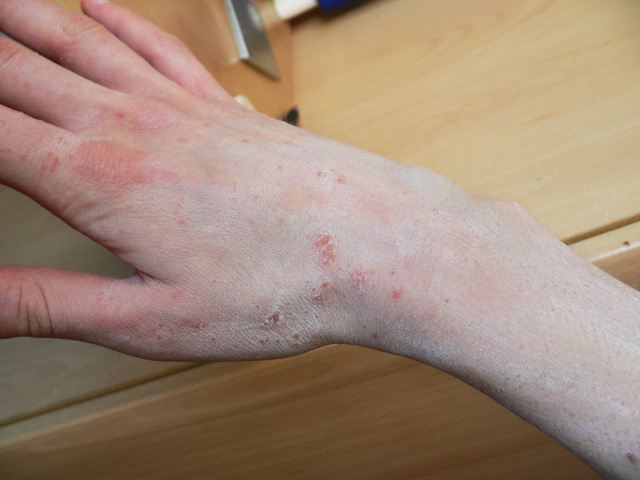
روز چهارم
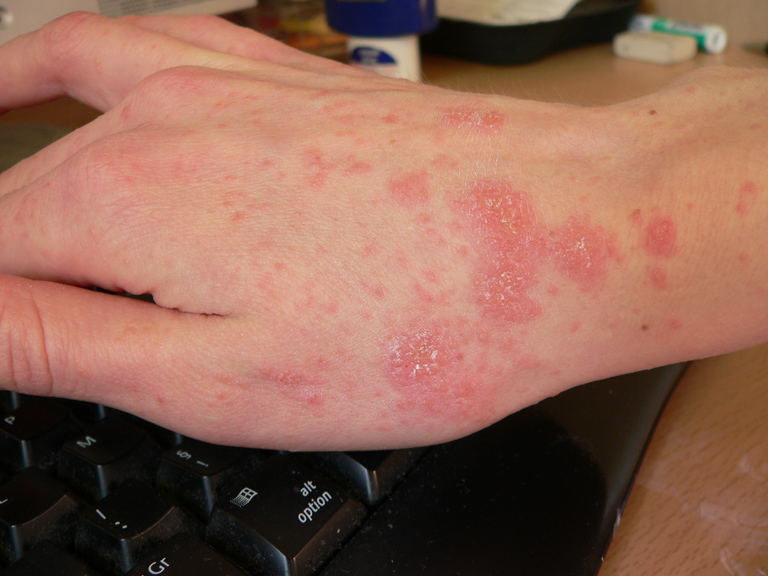
روز هشتم، آغاز درمان
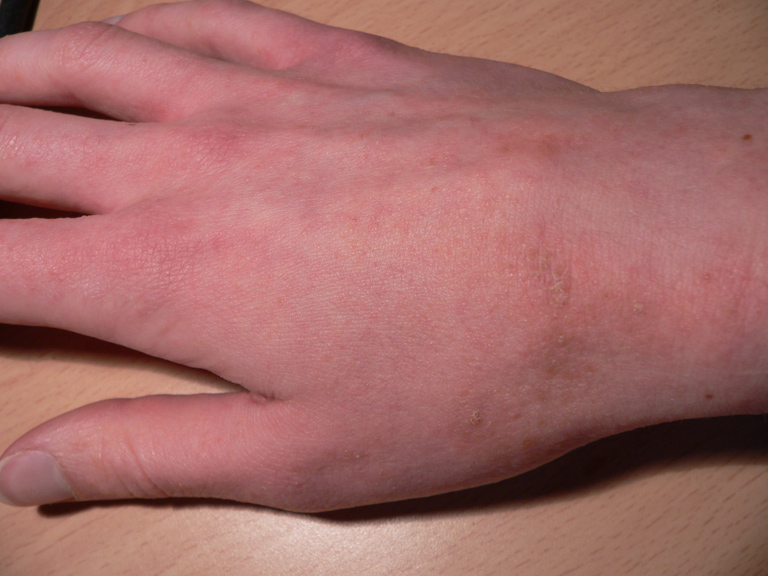
روز دوازدهم، تحت درمان
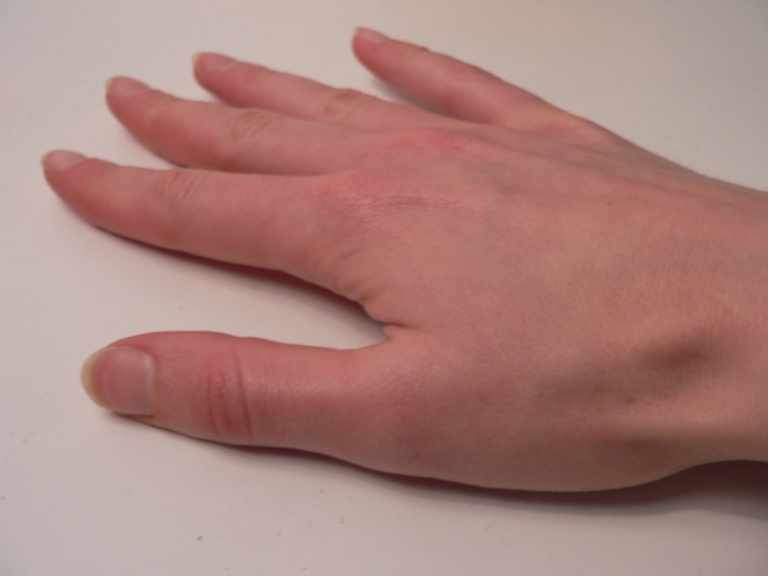
بهبودی